# قاسم غنی
قاسم غنی (۱ فروردین ۱۲۷۲ سبزوار – ۹ فروردین ۱۳۳۱ سان فرانسیسکو) سیاستمدار، دیپلمات، پزشک، ادیب و نویسندهٔ ایرانی بود. او به سبب همکاری با محمد قزوینی در ویراستن دیوان حافظ شهرت دارد که یکی از معتبرترین ویرایش‌های این دیوان به‌ شمار می‌رود. قاسم غنی نویسنده‌ای پرکار بود و طی سال‌هایی که خارج از ایران سکونت داشت، با چندین نفر از چهره‌های برجسته زمانه خود نامه‌نگاری می‌کرد. خاطرات روزانه، یادداشت‌ها و نامه‌های او در دوازده جلد و تحت نظارت پسر او، سیروس غنی، در کتابی به نام «یادداشت‌های دکتر قاسم غنی» جمع‌آوری شده و طی سال‌های ۱۹۸۰ تا ۱۹۸۴ میلادی در لندن به چاپ رسیده است.

## زندگی و مشاغل
قاسم غنی در خانواده‌ای نسبتا مرفه به دنیا آمد. برخی از اقوام مادری او از اعضای برجسته آیین بهائیت بودند که همین موضوع در ابتدای فعالیت سیاسی غنی برای او مشکلاتی ایجاد کرد. غنی تحصیلات ابتدایی خود را در مکتب‌خانه‌های سنتی گذراند و حدود سال ۱۹۰۸ میلادی او را به تهران فرستادند تا تحصیلاتش را ادامه بدهد. او وارد مدرسه «تربیت» شد که مدرسه‌ای بهائی بود و برنامه آموزشی مدرن داشت. سپس وارد دانشگاه دارالفنون شد و دو سال در آنجا درس خواند. غنی در سال ۱۹۱۳ م برای ادامه تحصیل عازم بیروت شد. ابتدا دوره‌ مقدماتی پزشکی را در مدرسه‌ای فرانسوی که توسط یسوعیان اداره می‌شد گذراند و پس از تعطیلی نهادهای آموزشی فرانسه‌زبان در لبنان در زمان جنگ جهانی اول، انگلیسی آموخت و در سال ۱۹۱۵ م وارد دانشگاه آمریکایی بیروت در رشته پزشکی شد و در سال ۱۹۱۹ م مدرک پزشکی خود را گرفت.
غنی پس از فارغ‌التحصیلی به زادگاه خود برگشت و مشغول حرفه پزشکی شد. او در این شهر بیمارستانی  ساخت و اغلب وقت خود را صرف خدمت به مردم می‌نمود.
غنی در سال ۱۹۲۳ م عازم پاریس شد و دو سال دوره آموزشی تخصص پزشکی داخلی را گذراند و پس از آن دوباره به سبزوار برگشت و مشغول پزشکی شد. در ۱۹۲۶ م دوبتره به پاریس رفت تا دوره دو ساله دیگری را بگذراند. آنجا با محمد قزوینی آشنا شد و دوستی نزدیکی میان این دو شکل گرفت. غنی در ۱۹۲۸ م به ایران برگشت و پزشکی را ابتدا در سبزوار و سپس در مشهد و تهران ادامه داد.
در این دوره، غنی بیش از پیش به ادبیات علاقه و توجه داشت و با چهره‌های برجسته‌ای همچون علینقی وزیری و کمال‌الملک دوستی و نامه‌نگاری می‌کرد. او با برخی از چهره‌های ممتاز ادبی نیز همکاری داشت از جمله با علی‌اکبر فیاض در نخستین ویرایش تاریخ بیهقی (۱۳۲۴)، با محمدعلی فروغی در ویراستن رباعیات خیام (۱۳۱۹) و با عباس اقبال آشتیانی در انتشار مجله ادبی یادگار. مهم‌ترین کار ادبی قاسم غنی، حمایت او از محمد قزوینی در جمع‌آوری، مقابله و تطبیق نسخه‌های گوناگون اشعار حافظ و انتشار دیوان حافظ در سال ۱۹۴۱ بود. این اثر تاکنون بارها و بارها تجدید چاپ شده و از سوی بسیاری از اندیشمندان، اقدامی بزرگ و مهم در تاریخ ویرایش متون کلاسیک فارسی محسوب می‌شود.
طی این سال‌ها، غنی در دانشکده پزشکی تهران نیز تدریس می‌کرد و اخلاق پزشکی درس می‌داد. پس از آن نیز مدتی در دانشکده معقول و منقول تدریس داشت. درس‌گفتارهای او درباره روان‌شناسی در این دو دانشکده بعدها در قالب کتابی به نام «معرفت‌النفس» منتشر شد.
غنی در دهه ۱۹۳۰ میلادی وارد عرصه سیاست شد. او از سال ۱۳۱۴ خورشیدی، به مدت هفت سال نماینده شهر مشهد در مجلس شورای ملی (دوره دهم) بود. غنی در سال ۱۳۲۲ خ در انتخابات دوره چهاردهم مجلس شورای ملی نامزد نمایندگی شد اما رأی نیاورد. غنی در جریان رقابت‌های انتخاباتی دورهٔ هفتم مجلس شورای ملی در حوزهٔ انتخابیهٔ سبزوار در آستانهٔ تکفیر شدن و به قتل رسیدن بود.
غنی در سال ۱۳۱۷ خ برای آماده‌کردن ترتیبات ازدواج شاهزاده فوزیه و محمدرضا پهلوی (ولی‌عهد وقت) به مصر رفت و سال بعد نیز در مراسم عروسی سلطنتی این دو حاضر شد. تسلط غنی به زبان عربی و دوستی او با محمود جم، نخست‌وزیر وقت ایران، نقش مهمی در این موضوع داشت.
غنی در سال ۱۳۲۰ خ حدود دو ماه وزیر بهداری کشور بود. در ۱۳۲۳ خ به عنوان وزیر فرهنگ منصوب شد اما کمتر از یک ماه بعد از این سمت استعفا داد. یک بار هم به قول خودش، پیشنهاد نخست‌وزیری را رد کرد. غنی در سال ۱۳۲۴ (آوریل ۱۹۴۵) به عنوان یکی از اعضای هیئت نمایندگی ایران در کنفرانس سان‌فرانسیسکو شرکت کرد و منشور ملل متحد در این کنفرانس تهیه شد. او در سال ۱۳۲۶ خورشیدی سفیر ایران در مصر شد و دستور کار ویژه او برقراری سازش در ازدواج ناموفق محمدرضا پهلوی و فوزیه بود. پس از شکست تلاش‌ها، به غنی دستور دادند که ترتیبات طلاق این دو را فراهم کند. او همچنین در انتقال پیکر رضاشاه از مصر به ایران نقش داشت.
در تابستان ۱۳۲۷، غنی به عنوان سفیر ایران در ترکیه منصوب شد. او در این دوران یادداشت‌های روزانه منظمی می‌نوشت و وقایع روزانه را ثبت می‌کرد، از جمله پس از مرگ محمد قزوینی یادداشت‌های مفصلی در رثای او نوشت. 
در سال ۱۳۲۸ از او دعوت شد به عنوان عضوی از هیئت همراه محمدرضاشاه پهلوی به نیویورک سفر کند. غنی از مدت‌ها قبل مشتاق بود به عنوان سفیر ایران در آمریکا منصوب شود و این دعوت امید او را تقویت کرد اما ماه‌ها انتظار او به نتیجه نرسید. غنی که از این موضوع رنجیده بود از سفارت ترکیه استعفا داد و به ایالات متحده نقل مکان کرد. تحلیل خود او از این موضوع، نشان‌دهنده احساسات منفی او نسبت به انگلیس و گرایش او به آمریکاست. به گفته او، سیاست انگلیس این بود که اجازه ندهد ایالات متحده در ایران نفوذ و اثرگذاری پیدا کند و به همین دلیل در انتصاب سفرا دخالت می‌کرد و «مزدوران» انگلیس که غنی اغلب آنها را دشمن سیاسی خود می‌دید، یکی از عوامل وضعیت نامساعد کشور بودند. غنی محمد مصدق را در جهت ملی‌کردن صنعت نفت و کوتاه‌ کردن دست انگلیسی‌ها از ایران تأیید می‌کرد. در برخورد مصدق با دربار هم، پشتیبان مصدق و ملّیون بود.
غنی سال‌های آخر عمر خود را به سفر، خواندن و نوشتن و دست و پنجه نرم کردن با بیماری‌های مختلف گذراند. او در سان فرانسیسکو درگذشت و در قبرستان وودلان مموریال پارک به خاک سپرده شد.

## ترجمه‌ها و نوشته‌ها
آثار غنی حوزه گسترده‌ای از موضوعات را پوشش می‌دهد. نخستین اثر منتشر شده او در سال ۱۳۱۵، مربوط به زندگانی و آثار پور سینا بود. پس از آن او در موضوعات بسیار گوناگونی طبع‌آزمایی کرد از جمله اصلاح نژاد و تاریخ پزشکی در جوامع اسلامی. غنی همچنین سه رمان آناتول فرانس را به فارسی ترجمه کرد که عبارتند از «تائیس» (تهران، ۱۳۰۸)، «عصیان فرشتگان» (تهران، ۱۳۰۹)، و «بریان‌پزی ملکه سبا» (تهران، ۱۳۱۰). 
آخرین نوشته غنی مربوط به مبانی صوفیسم بود که در ۱۳۳۱ خورشیدی به نام «بحثی در تصوف» در تهران به چاپ رسید. منبع اصلی فکری وی در این نگارش، کتاب «عرفای مسلمان» به قلم رینولد نیکلسون و همچنین آثار هنری وینفیلد است.

## آثار
- تاریخ تصوف در اسلام از صدر اسلام تا عصر حافظ [۱۵]
- رسالهٔ ابن سینا
- بحث در آثار و افکار و احوال حافظ
  - تاریخ عصر حافظ (جلد۱)
  - تاریخ تصوف در اسلام (جلد۲)
- معرفةالنفس
- بحثی در تصوف
- بریان‌پزی ملکه سبا (ترجمه از اثر آناتول فرانس)
- عصیان فرشتگان (ترجمه از اثر آناتول فرانس)
- تائیس (ترجمه از اثر آناتول فرانس)
- یادداشت‌ها (۱۳ جلد)
- تصحیح دیوان حافظ به همراه علامه قزوینی